# 이천 대교 여자 축구단
이천 대교 WFC(Icheon Daekyo Women's Football Club)는 대한민국 경기도 이천시에 있었던 축구 선수단이다. 대교가 운영했던 여자 세미프로 축구단이며, 2002년 11월에 창단되고 2017년 11월에 해단되었다. 경기도 이천시를 연고로 두고 WK리그에 참가하였다.

## 역사
2002년 11월 26일에 대교그룹이 롯데호텔 서울에서 창단을 공식 발표했으며, 창단 당시 팀명은 대교 캥거루스였다. 2003년 3월 11일 경주공설운동장에서 치러진 INI스틸과의 춘계여자축구연맹전에서 첫 공식 데뷔전을 가졌다.
WK리그의 첫 시즌인 WK리그 2009부터 참가한 WK리그 원년 구단으로, 정규리그와 챔피언 결정전에서 승리를 거머쥐며 초대 우승 팀이 됐다. 2010년부터 고양시에 연고지를 두고 이름을 고양 대교눈높이로 바꾸었지만 당시 WK리그 경기는 홈 앤 어웨이로 치러지지 않고 여러 장소를 돌아다니며 열렸다. 2013년에는 유동관이 감독으로 취임했으나, '박은선 성 정체성 논란'에 연루돼 그 해에 사임했다. 홈 앤 어웨이 제도를 시범 도입한 WK리그 2014에서 시범 운영 구단으로 뽑혀 고양종합운동장에서 홈 경기를 가졌고, 홈 앤 어웨이 제도를 정식으로 도입한 WK리그 2015부터 연고지를 고양시에서 이천시로 이전하면서 이천 대교로 바꾸어 출전했다.
2017년 8월 17일 대교그룹은 WK리그 2017을 끝으로 이천 대교를 해체하겠다고 밝혔고, 해체를 결정한 까닭으로는 낮은 홍보 효과와 2017년 2월부터 불거진 대교그룹이 스포츠단의 월급을 빼돌려 비자금을 만들었다는 의혹이 꼽혔다. 이천 대교는 11월 13일 이천종합운동장에서 열린 화천 KSPO와의 WK리그 2017 플레이오프 경기를 끝으로 해체됐다. WK리그 2018부터 새로 참가한 창녕 WFC가 이천 대교의 감독이었던 신상우를 포함해 이천 대교의 구성원들을 일부 흡수했다.

### 역대 시즌 통계
| 이름            | 시즌 | 리그 팀 수 | WK리그 | 경기   | 승     | 무     | 패     | 득     | 실     | 차     | 승점   | 정규리그 순위 | 전국체전 | 선수권   | 여왕기 | 춘계   | 추계   |
| --------------- | ---- | ---------- | ------ | ------ | ------ | ------ | ------ | ------ | ------ | ------ | ------ | ------------- | -------- | -------- | ------ | ------ | ------ |
| 대교 캥거루스   | 2003 | 미개최     | 미개최 | 미개최 | 미개최 | 미개최 | 미개최 | 미개최 | 미개최 | 미개최 | 미개최 | 미개최        | 미참     | 미개최   | 2위    | 2위    | 미개최 |
| 대교 캥거루스   | 2004 | 미개최     | 미개최 | 미개최 | 미개최 | 미개최 | 미개최 | 미개최 | 미개최 | 미개최 | 미개최 | 미개최        | 2위      | 미개최   | 미참   | 2위    | 2위    |
| 대교 캥거루스   | 2005 | 미개최     | 미개최 | 미개최 | 미개최 | 미개최 | 미개최 | 미개최 | 미개최 | 미개최 | 미개최 | 미개최        | 우승     | 우승     | 3위    | 2위    | 3위    |
| 대교 캥거루스   | 2006 | 미개최     | 미개최 | 미개최 | 미개최 | 미개최 | 미개최 | 미개최 | 미개최 | 미개최 | 미개최 | 미개최        | 우승     | 우승     | 4위    | 우승   | 2위    |
| 대교 캥거루스   | 2007 | 미개최     | 미개최 | 미개최 | 미개최 | 미개최 | 미개최 | 미개최 | 미개최 | 미개최 | 미개최 | 미개최        | 2위      | 우승     | 우승   | 3위    | 우승   |
| 대교 캥거루스   | 2008 | 미개최     | 미개최 | 미개최 | 미개최 | 미개최 | 미개최 | 미개최 | 미개최 | 미개최 | 미개최 | 미개최        | 4강      |          |        | 우승   |        |
| 대교 캥거루스   | 2009 | 6          | 우승   | 20     | 15     | 3      | 2      | 38     | 13     | +25    | 48     | 1             | 2위      | 미개최   | 미개최 | 미개최 | 미개최 |
| 고양 대교눈높이 | 2010 | 6          | 3위    | 20     | 12     | 2      | 6      | 37     | 17     | +20    | 38     | 3             | 1위      |          | 미개최 | 미개최 | 미개최 |
| 고양 대교눈높이 | 2011 | 8          | 우승   | 21     | 18     | 1      | 1      | 64     | 16     | +48    | 58     | 1             | 1위      | 4강      | 미개최 | 미개최 | 미개최 |
| 고양 대교눈높이 | 2012 | 8          | 우승   | 21     | 17     | 2      | 2      | 54     | 11     | +43    | 53     | 1             | 4강      | 4강      | 미개최 | 미개최 | 미개최 |
| 고양 대교눈높이 | 2013 | 7          | 3위    | 24     | 10     | 9      | 5      | 31     | 20     | +11    | 39     | 3             | 미참     | 우승     | 미개최 | 미개최 | 미개최 |
| 고양 대교눈높이 | 2014 | 7          | 2위    | 24     | 12     | 10     | 2      | 34     | 20     | +14    | 46     | 2             | 미참     |          | 미개최 | 미개최 | 미개최 |
| 이천 대교       | 2015 | 7          | 2위    | 24     | 12     | 7      | 5      | 43     | 23     | +20    | 43     | 2             | 1위      | 조별예선 | 미개최 | 미개최 | 미개최 |
| 이천 대교       | 2016 | 7          | 2위    | 24     | 16     | 5      | 3      | 46     | 20     | +26    | 53     | 2             | 1위      | 4강      | 미개최 | 미개최 | 미개최 |
| 이천 대교       | 2017 | 8          | 3위    | 28     | 16     | 5      | 7      | 51     | 34     | +17    | 53     | 2             | 2회전    | 4강      | 미개최 | 미개최 | 미개최 |

## 과거 선수
이천 대교에서 뛰었던 정정숙(2002년 ~ 2009년), 박미경(2003년), 이신정(2004년 ~ 2006년), 한송이(2012년 ~ 2014년) 등은 대한민국 여자 축구 국가대표팀에 뽑혀 활약한 바가 있고, 이유나(2014년)는 대한민국 여자 U-17 축구 국가대표팀 소속으로 2010년 FIFA U-17 여자 월드컵에 참가해 우승에 공헌했으며, 크리스치아니 호제이라(2013년)는 브라질 여자 축구 국가대표팀에서 활약했다.

## 역대 감독
- 1대 최추경: 2002년 ~ 2007년
- 2대 안익수: 2007년
- 3대 박지호: 2008년
- 4대 박남열: 2009년 ~ 2012년
- 5대 유동관: 2013년
- 6대 박남열: 2014년 ~ 2016년
- 7대 신상우: 2016년 ~ 2017년

## 같이 보기
- WK리그